# Norges ambassad i Stockholm
Norges ambassad i Stockholm (även Norska ambassaden) är Norges beskickning i Sverige. Ambassadens fastighet ligger vid Skarpögatan 4 i Diplomatstaden, Stockholm. Ambassadör sedan 2021 är Aud Kolberg. Diplomatkoden på beskickningens bilar är CP.

## Historik

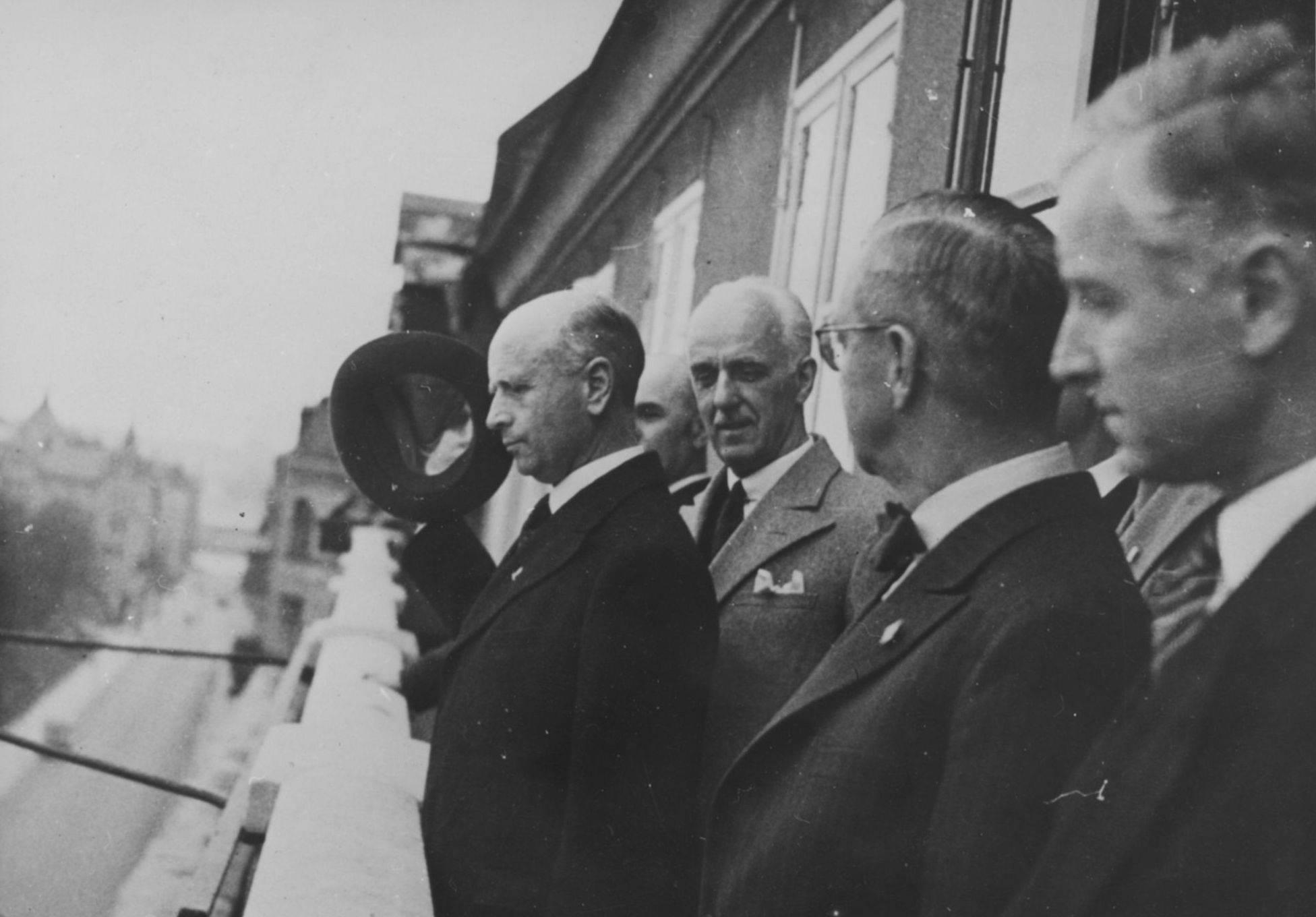
Minister Jens Bull tar emot svenska hyllningar den 17 maj 1942.

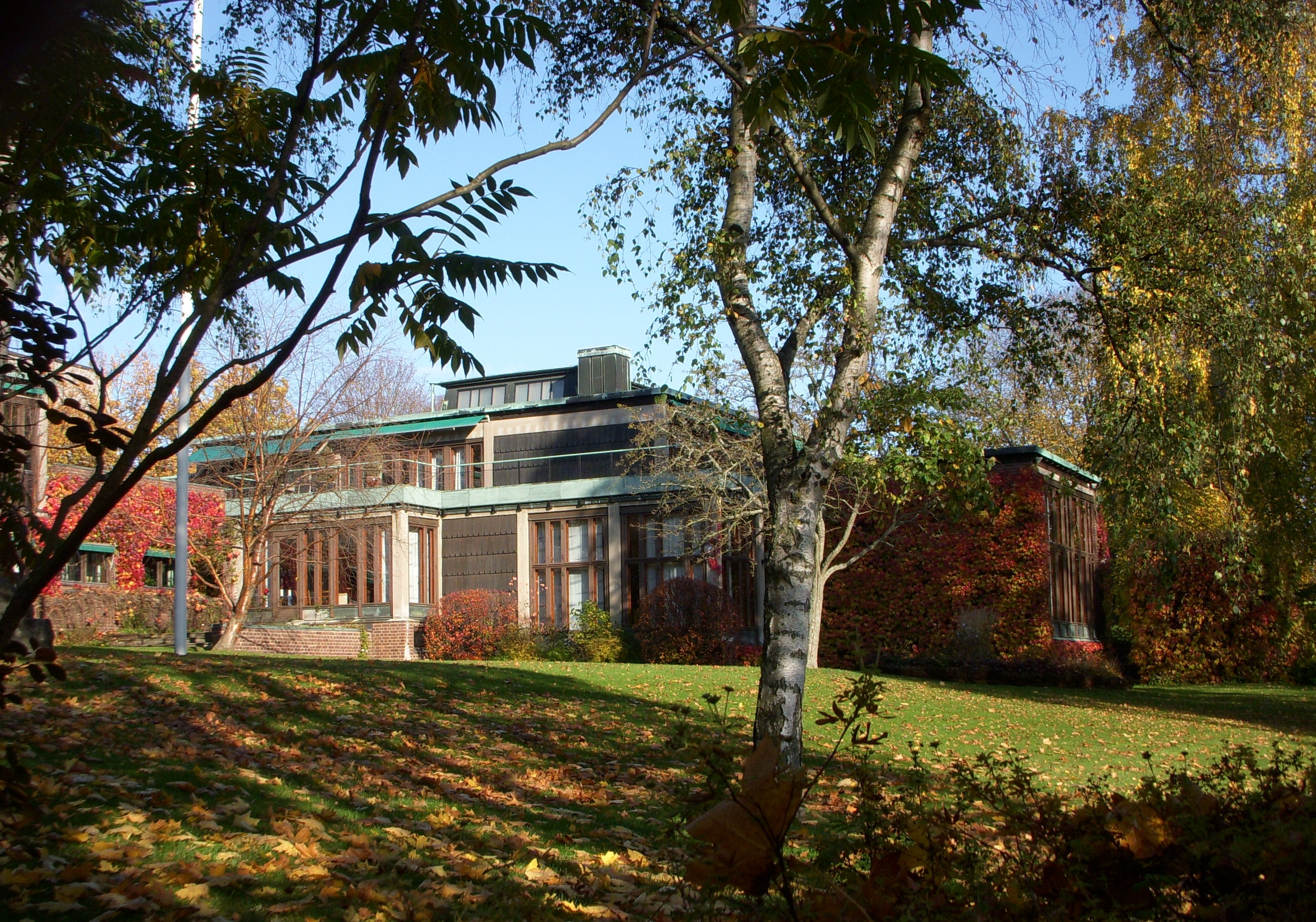
Norges ambassad i Stockholm.

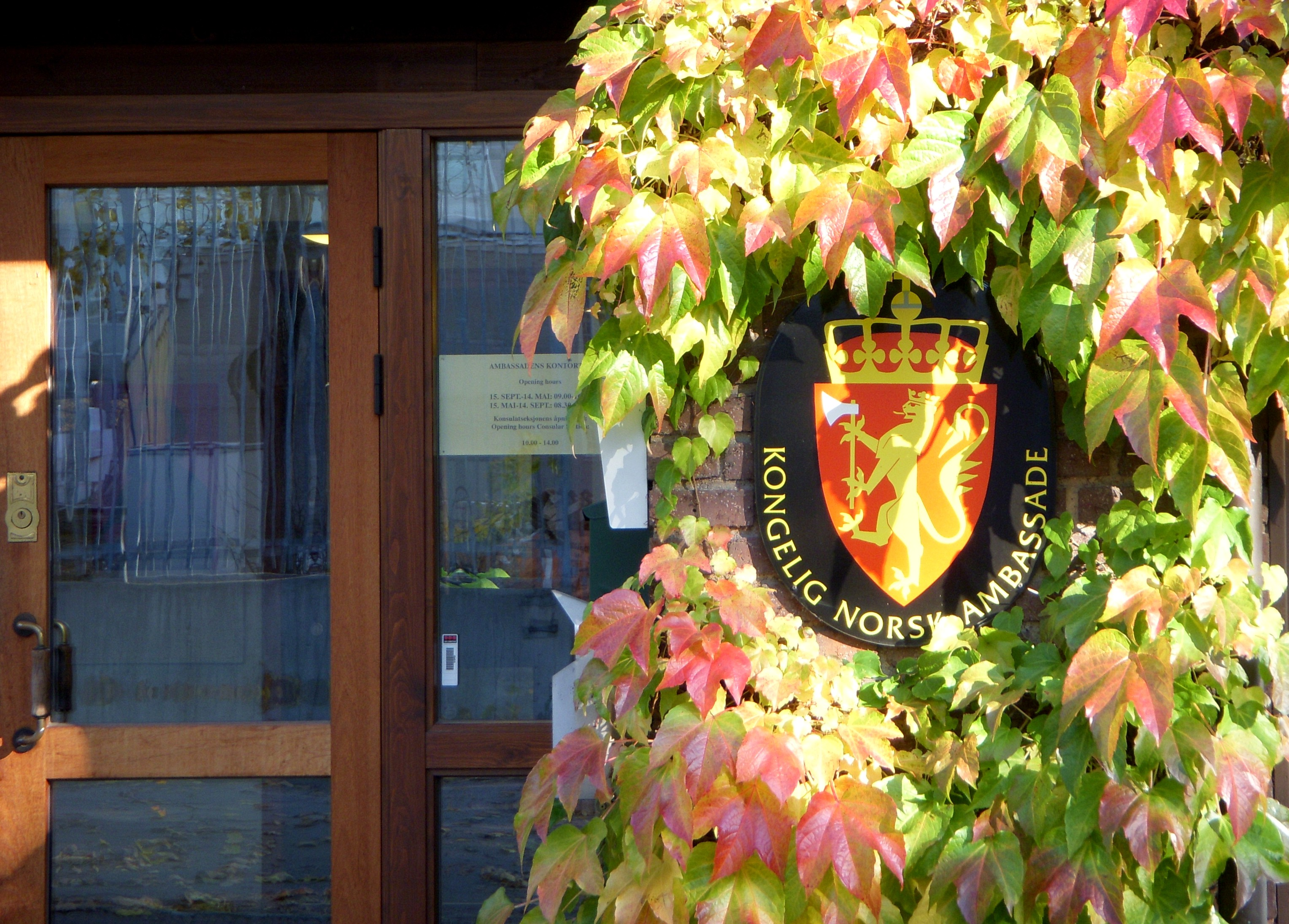
Norges ambassad i Stockholm.

En föregångare till ambassaden var under unionstiden den norska statsrådsavdelningen i det så kallade Norska Ministerhotellet eller Pechlinska palatset på Blasieholmen.
Den norska legationen hade en framträdande roll under andra världskriget, då personalen växte från fyra personer till 1 100 personer vid krigsslutet. Bland de huvudsakliga uppgifterna var då hantering av de cirka 50 000 norska flyktingar som kom till Sverige under kriget, och även underrättelseverksamhet. Mellan 1917 och 1940 huserade man i fastigheten Gardisten 4 på Strandvägen 59 och därefter på Banérgatan 37 fram till 1951.

## Ambassadbyggnaden
Byggnaden ritades av arkitekt Knut Knutsen och grundstenen lades ned 10 november 1950 av dåvarande kronprins Olav i närvaro av kronprinsessan Märtha och Norges statsminister Einar Gerhardsen. Överlämningen skedde den 15 juli 1952 vid en ceremoni där Norges utrikesminister Halvard Lange och Sveriges utrikesminister Östen Undén deltog.
Vid ambassadbyggnaden i Stockholm återfinner man några av Knutsens typiska stilelement; användning av naturmaterial och uppdelning av större byggnadskomplex i mindre volymer. Så ger byggnaden intryck av att vara mera en villa än en stor kontorsbyggnad. I interiören återkommer denna uppdelning som en serie rum-i-rum, som avgränsas med skjutdörrar och vikväggar från varann. Fasadernas naturmaterial består av rött fasadtegel, kopparplåt och fasadfält klädda med kraftigt spån. Fastigheten Kompaniet 1 är blåmärkt av Stadsmuseet i Stockholm vilket betyder "att bebyggelsen bedöms ha synnerligen höga kulturhistoriska värden".

## Beskickningschefer
| Namn                        | Period    | Funktion          |
| --------------------------- | --------- | ----------------- |
| Helmer Halvorsen Bryn       | 1905–1906 | Chargé d’affaires |
| Benjamin Vogt               | 1906–1910 | Envoyé            |
| Jørgen Brunchorst           | 1910–1916 | Minister          |
| Francis Hagerup             | 1916–1921 | Envoyé            |
| Johan Wollebæk              | 1921–1940 | Envoyé            |
| Jens Bull                   | 1940–1942 | Chargé d’affaires |
| Jens Bull                   | 1942–1945 | Minister          |
| Birger Bergersen(no)        | 1946–1947 | Envoyé            |
| Birger Bergersen            | 1947–1953 | Ambassadör        |
| Jens Schive(no)             | 1953–1961 | Ambassadör        |
| Arne Christian Gunneng(no)  | 1961–1966 | Ambassadör        |
| Henrik Andreas Broch(no)    | 1966–1973 | Ambassadör        |
| Hersleb Vogt(no)            | 1973–1977 | Ambassadör        |
| Thore Albert Boye(no)       | 1977–1981 | Ambassadör        |
| Gunnar Rogstad(no)          | 1981–1984 | Ambassadör        |
| Oscar Værnø(no)             | 1984–1990 | Ambassadör        |
| Olav Bucher-Johannessen(no) | 1990–1994 | Ambassadör        |
| Ketil Børde                 | 1994–1999 | Ambassadör        |
| Eirik Glenne(en)            | 1999–2003 | Ambassadör        |
| Odd Fosseidbråten(en)       | 2004–2009 | Ambassadör        |
| Anne Kristin Lund           | 2009–2014 | Ambassadör        |
| Kai Eide                    | 2014–2017 | Ambassadör        |
| Christian Syse              | 2017–2021 | Ambassadör        |
| Aud Kolberg                 | 2021–idag | Ambassadör        |

## Konsulat
Norge har idag (2011) tre generalkonsulat och åtta konsulat i Sverige. Konsulatet i Uddevalla lades ned den 18 januari 2011. Samma år, 1 juli 2011 stängdes även konsulaten i Kristianstad och Helsingborg. Norge har också haft konsulat i Falun och Luleå som nu också är nedlagda.
| Stad       | Typ             | Konsul                  |
| ---------- | --------------- | ----------------------- |
| Göteborg   | Generalkonsulat | Jan Andréasson          |
| Kalmar     | Konsulat        | Tommy Lindgren          |
| Karlstad   | Konsulat        | Annalena Hultman        |
| Kiruna     | Konsulat        | Bengt Gustafsson        |
| Malmö      | Generalkonsulat | Lars Andersson          |
| Norrköping | Konsulat        | Håkan Walldèn           |
| Sundsvall  | Generalkonsulat | Per E. Jerker Karlsson  |
| Umeå       | Konsulat        | Lena E. Isaksson        |
| Visby      | Konsulat        | Anders Thomasson        |
| Västerås   | Konsulat        | Fredrik Svensson        |
| Östersund  | Konsulat        | Madelaine Hagen Ekström |